# ¿¡Revolución!?
¿¡Revolución!? è un documentario politico del 2006 diretto dal giornalista e regista del Québec Charles Gervais. Analizza la rivoluzione fatta dal presidente del Venezuela Hugo Chávez. Il film venne prodotto da Télé-Québec, la tv di stato del governo di questa regione canadese.
In quanto parte del festival del cinema di Montréal, una prima visione ebbe luogo il 10 novembre 2006 al Cinéma ONF. La prima ufficiale però avvenne l'8 dicembre, al Cinéma Ex-Centris, sempre a Montréal. Questa versione mostrava i dialoghi originali in spagnolo, con narrazione anche in francese.